# Stazione di Parigi Museo d'Orsay
La stazione di Parigi Museo d'Orsay (in francese gare Musée d'Orsay) è una stazione sotterranea situata nel VII arrondissement a Parigi e posta sulla ferrovia Quai d'Orsay-Parigi Austerlitz. L'infrastruttura è gestita da SNCF e fa parte della linea C del Réseau express régional d'Île-de-France.
L'impianto si trova al di sotto della monumentale stazione d'Orsay, progettata dall'architetto Victor Laloux ed entrata in esercizio il 28 maggio 1900,  attualmente trasformata in Museo d'Orsay da cui appunto prende il nome. L'infrastruttura ha quattro binari con due banchine centrali.
È stata una delle stazioni più colpite durante gli attacchi terroristici del 1995 a Parigi.

## Storia
Negli anni 70 fu costruita una galleria di comunicazione con la vicina stazione Invalides della RER, terminata nel 1979, formando l'embrione della terza linea RER. Negli anni 80 i tratti iniziali dei binari abbandonati diventano un'officina per i treni di servizio, mentre i tratti iniziali della linea verso la stazione di Luxembourg diventano un deposito per il fine settimana.